# Robert z Chester

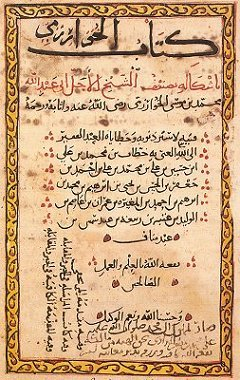
Oryginalna strona z Al-Kitāb al-mukhtaṣar fī ḥisāb al-jabr wa-l-muqābala przed przetłumaczeniem

Robert z Chester lub Robertus Castrensis (ur. ?– zm. ?) – angielski skryba-arabista i matematyk z XII wieku. Jest autorem przekładu na język łaciński kilku ważnych dzieł napisanych przez arabskich naukowców z Kalifatu Kordoby.

## Działalność
Nie są znane praktycznie żadne szczegóły z jego życia przed latami 40. XII wieku, kiedy to rozpoczął pracę naukową na Półwyspie Iberyjskim. Miejscem, do którego przybył – na prośbę opata Piotra Czcigodnego – była Segowia, wówczas już wyzwolona przez chrześcijan. Tam też spotkał się z wybitnymi dziełami arabskich naukowców: Liber de compositione alchimiae  (Księga o składzie alchemii) oraz Liber algebrae et almucabola (Księga zasad redukcji i przenoszenia lub bardziej poprawnie: Kompendium obliczeń algebraicznych/algebry i analogii. Pozycje te Robert przetłumaczył w – odpowiednio – 1144 i 1145.
Na uwagę zasługuje fakt, że przy tłumaczeniu Liber algebrae... Robert popełnił błąd: niewłaściwie przetłumaczył jedno ze słów bezpośrednio z arabskiego (podczas gdy był to skrócony zapis "jb" z hindi "jiva") na "sinus" (po łacinie: "zatoka"). W ten sposób wprowadził do trygonometrii – używany do dziś -  termin sinus.
Robert powrócił do Anglii ok. 1150. Nie wiadomo jednak kiedy zmarł i gdzie został pochowany.

## Ważniejsze dzieła
- Liber de compositione alchimiae (tłumaczenie);
- Liber algebrae et almucabola (tłumaczenie);
- De astrolabio canones[2];
- Tractatus bonus valde de computo;
- Liber de officio astrolabii;
- Tabulae;
- Canones utilitates astrolabii declarantes.